# Joan Perucho

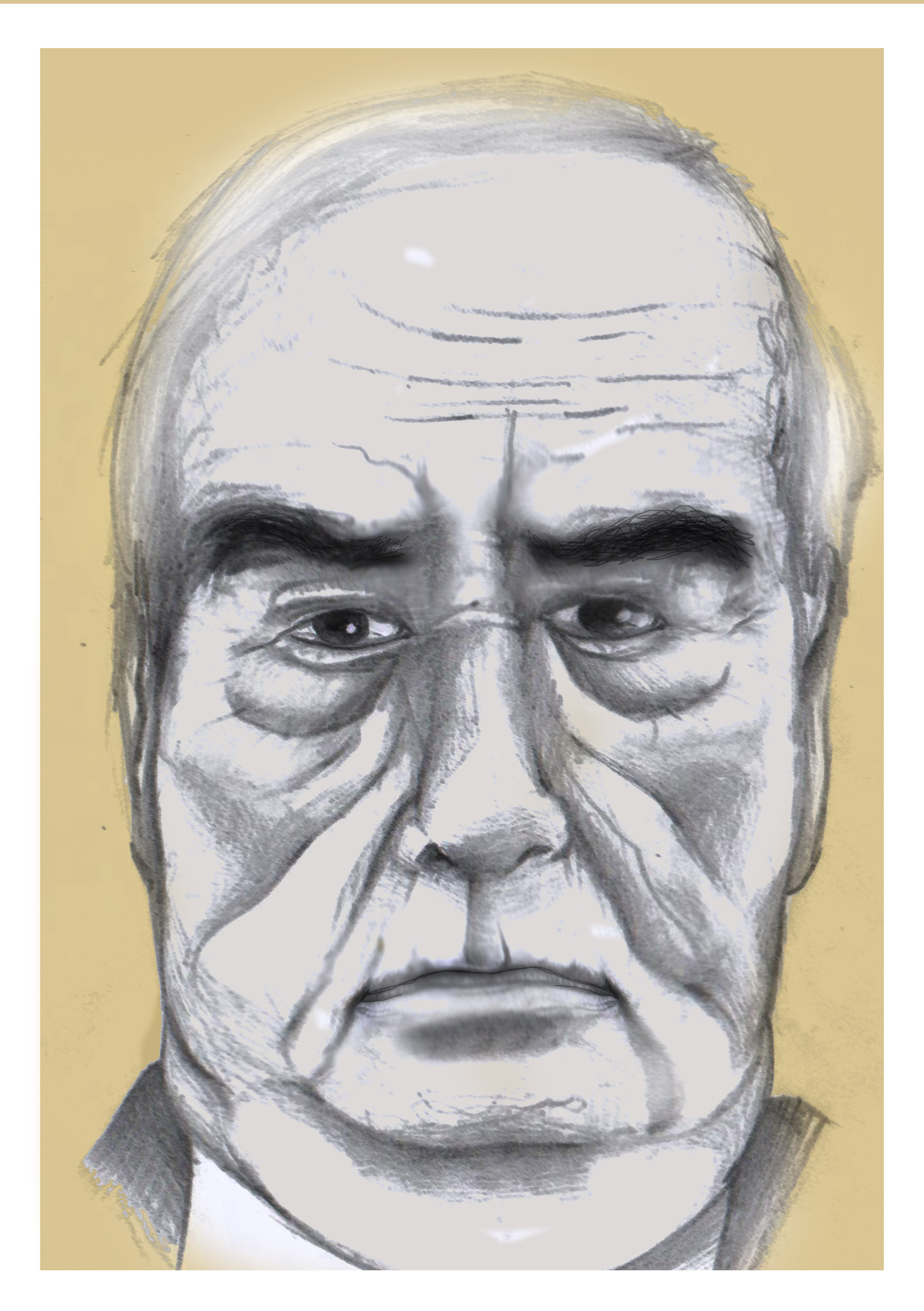
Joan Perucho

Joan Perucho i Gutiérrez (* 7. November 1920 in Gràcia, Barcelona; † 28. Oktober 2003 ebenda) war ein spanischer Dichter, Erzähler und Kunstkritiker aus Katalonien, der abwechselnd als Schriftsteller und als hauptamtlicher Richter arbeitete. Er war Mitglied der Reial Acadèmia de Bones Lletres (Kat. für „Königliche Akademie der Belletristik“) von Barcelona und Ehrendoktor der Universität von Tarragona.
Er ist in seiner Art ein seltener und nicht einzuordnender Schriftsteller, denn nur sehr wenige Autoren haben es verstanden, mit einer sehr besonderen Anmut und Originalität das Traditionelle und Avantgardistische in der literarischen Auseinandersetzung abzuwechseln. 1995 erhielt er den in diesem Jahr erstmals verliehenen Literaturpreis des Landes Katalonien; 2002 erhielt er zudem den nationalen Literaturpreis von Spanien.
Er schrieb auf Spanisch und Katalanisch und ist noch wenig ins Deutsche übersetzt.

## Werke

### Romane/Erzählungen
- Der Nachtkauz (Les històries naturals, 1960), aus dem Katalanischen von Sabine Ehrhart, C. Hanser, 1990
- Ein Ritterroman (Llibre de cavalleries, 1957), aus dem Katalanischen von Jürg Koch, S. Fischer 1991

### Gedichte
- Noch nichts ins Deutsche übersetzt